# آملیا کوران (نوازنده)
آملیا کوران خواننده و ترانه‌سرای کانادایی اهل سنت جانز، نیوفاندلند و لابرادور است. نشنال پست موسیقی او را اینگونه توصیف می‌کند: «کمی شبیه لئونارد کوهن است که توسط پتسی کلاین در یک سالن غبارآلود هدایت می‌شود».
کوران در سنت جان به دنیا آمد. او از نوجوانی شروع به نواختن گیتار و آهنگ‌نویسی کرد و در نهایت دانشگاه را رها کرد.

## آهنگ‌شناسی
- Barricade (2000)
- Trip Down Little Road (2001)
- لالایی برای بارفلیز (۲۰۰۲)
- عروس‌های جنگ (۲۰۰۶)
- شکارچی، شکارچی (۲۰۰۹)
- تماشاگران (۲۰۱۲)
- آنها به تو قول رحمت دادند (۲۰۱۴)
- آبخیز (۲۰۱۷)
- زنده در Massey Hall (2019)